# SPEED (японская группа)
SPEED (Спид) — японская гёрл-группа. Состав: Хироко Симабукуро, Эрико Имаи, Такако Уэхара и Хитоэ Аракаки; все четверо учились в Окинавской актёрской школе, воспитавшей таких музыкальных исполнителей, как Намиэ Амуро и группа MAX.
Группа дебютировала на мейджор-лейбле 5 августа 1996 года, когда две из четырёх участниц были ещё в начальной школе. И сразу же стала очень популярной. По состоянию на 1999 год, SPEED была самой успешной гёрл-группой Японии; за чуть более трёх лет она продала более 20 миллионов альбомов.
В октябре 1999 года участницы группы объявили, что группа будет расформирована. Как говорилось, с целью дать возможность участницам заняться сольными карьерами и жить жизнью обычных подростков. На момент этой новости Хироко Симабукуро и Эрико Имаи было по 15 лет, Такако Уехаре — 16, а самой старшей Хитоэ Аракаи — 18. Так группа и распалась на пике своей популярности, в 2000 году (официально 31 марта 2000 года).
Как писал американский еженедельник Variety, участницы группы говорили, что «хотят быть как [группа] TLC. С момента своего дебюта, SPEED изменили японскую музыкальную индустрию, добавив немного хип-хопа в несвежий, застоялый мир японского попа. Они также подняли планку в том. что касается танцевальных навыков у музыкальных исполнителей, поскольку большинство певцов проводят всё своё время приклёпанными к отметке посередине сцены».
Группа потом вновь воссоединится в августе 2008 года.

## Состав
- Хитоэ Аракаки[англ.] (яп. 新垣 仁絵, род. 7 апреля 1981)
- Такако Уэхара[англ.] (яп. 上原 多香子, род. 14 января 1983)
- Эрико Имаи[англ.] (яп. 今井 絵理子, род. 22 сентября 1983)
- Хироко Симабукуро[англ.] (яп. 島袋 寛子, род. 7 апреля 1984)

Все четверо родились на Окинаве.

## Дискография
Полный список см. в статье «Speed discography» в английском разделе.

### Студийные альбомы
- 1997: Starting Over
- 1998: Rise
- 1999: Carry On My Way
- 2003: Bridge
- 2012: 4 Colors

### Синглы номер 1 в Японии
- 1997: «Go! Go! Heaven»
- 1997: «White Love»
- 1998: «My Graduation»
- 1998: «Alive»
- 1998: «All My True Love»